# Eric Riley
Eric Riley (ur. 2 czerwca 1970 w Cleveland) – amerykański koszykarz, występujący na pozycji silnego środkowego, mistrz NBA z 1994 roku.

## Osiągnięcia
Na podstawie, o ile nie zaznaczono inaczej.
NCAA
- Wicemistrz NCAA (1992*, 1993*)
- Uczestnik turnieju NCAA  (1990, 1992*, 1993*)
- Zaliczony do składu All-Big Ten Honorable Mention (1991)

Europa
- Mistrz Cypru (2004)
- Finalista Pucharu Grecji (1997)

NBA
- Mistrz NBA (1994)[2]

(*) – NCAA anulowała wyniki drużyny Michigan Wolverines w wyniku sankcji, za naruszenie przepisów